# Niløse
Niløse er en landsby i Sydvestsjælland med 212 indbyggere  (2024). Niløse er beliggende tre kilometer nord for Dianalund, otte kilometer vest for Stenlille og 16 kilometer nord for Sorø. Byen tilhører Sorø Kommune og er beliggende i Niløse Sogn. Niløse Kirke ligger i byen.

## Etymologi
Endelsen -løse menes at betegne en græsgang.

## Historie
Niløse går sandsynligvis tilbage til før middelalderen, da endelsen er førvikingetidig.
I 1682 bestod Niløse landsby af 14 gårde og 6 huse uden jord. Det samlede dyrkede areal udgjorde 420,5 tønder land skyldsat til 82,59 tønder hartkorn. Dyrkningsformen var trevangsbrug.
Ved landboreformerne blev landsbyen udskiftet ved en kombination af stjerneudskiftning og blokudskiftning. 7 gårde fik deres jord samlede i lodder i den sydlige og sydvestlige del af ejerlavet og blev flyttet ud. De øvrige gårde forblev i landsbyen. Hovedgården Niløsegård havde sine jorder samlede nordøst for landsbyen og er blevet liggende i tilknytning til denne. I den nordlige del af ejerlavet, Nørremarken, blev udstykket en række husmandslodder.
Omkring år 1900 havde Niløse kirke, præstegård, skole, smedje og vindmølle. De gamle gårde dominerede frem til 2. verdenskrig, og først senere er flere af dem blevet nedlagt og jorden udstykket til villagrunde. Nogen større byudvikling er der dog ikke sket.